# Тебенихин, Амир Владимирович
Амир Владимирович Тебенихин (род. 1 июля 1977, Москва, РСФСР, СССР) — известный казахстанский пианист, лауреат многих Международных конкурсов пианистов. Заслуженный деятель Казахстана.

## Биография
Родился в музыкальной семье. Его отец Владимир Тебенихин (1942—1988) — выпускник Московской консерватории, ученик известных исполнителей и педагогов проф. Льва Оборина (по классу фортепиано) и проф. Леонида Ройзмана (по классу органа), приехал в Алма-Ату по приглашению Ахмета Жубанова. Он стал работать преподавателем специализированной музыкальной школы имени Куляш Байсеитовой по классу фортепиано и одновременно в Органном зале Казахской национальной консерватории имени Курмангазы, положив начало казахстанской школе органистов. В республике появились отечественные исполнители-органисты, в том числе первая органистка-казашка, будущая жена Владимира Ивановича — Алия Карасаева (1950—2002), позже аспирант Московской консерватории.
Мать и открыла для сына музыку: научила нотной грамоте, дала первые уроки игры на фортепиано. Потом он учился в музыкальной школе у отца, а после его смерти — у Михаила Балабичева, Аиды Исаковой. После года обучения в Казахской национальной консерватории имени Курмангазы у профессора Жании Аубакировой перешёл в Московскую консерваторию в класс профессора Михаила Воскресенского, который и окончил в 1999 году.
В том же 1999 году ещё студентом он одержал верх в состязании 30 исполнителей на авторитетном Международном конкурсе пианистов имени Вианы да Мотта в Лиссабоне, известном чрезвычайной строгостью в оценках: из последних 10 конкурсов в пяти Первая премия не был присуждена никому никому пять раз. Сыграв в финале с Шанхайским симфоническим оркестром, Тебенихин стал обладателем Гран-при.
С 2004 года обучался в Ганноверской Высшей школе музыки и театра у профессора Карл-Хайнца Кеммерлинга.

### Творчество
В марте 2000 года Амир Тебенихин получает высшую награду на 1-м Международном конкурсе пианистов в городе Ле-Ме-сюр-Сен, Франция. Он является обладателем лауреатских званий на Международных конкурсах пианистов в Хамамацу (Япония, 2000), Женеве (Швейцария, 2001), Сендае (Япония, 2001), Визе (Португалия, 2002), конкурсе имени королевы Елизаветы (Бельгия, 2003), конкурсе Шопеновского общества в Ганновере (Германия) и конкурсе пианистов в Глазго (Шотландия, 2004), на Первом Международном Конкурсе пианистов в Панаме, 2004, а также обладателем Гран-при национального конкурса пианистов в Темиртау (Казахстан) и лауреатом Первой премии на Первом Международном конкурсе им. Халмамедова в Ашхабаде (Туркменистан). В 2006 году получил вторую премию и специальный приз новоучреждённого Международного конкурса пианистов имени Карла Бехштейна в немецком Эссене. В 2007 году выигрывает Первую премию на Конкурсе пианистов имени Антона Рубинштейна в Дрездене, Германия. В 2009 году получает первую премию на Конкурсе пианистов им. Джордже Энеску в Бухаресте, Румыния.
Амир Тебенихин выступал с Шанхайским симфоническим оркестром, немецким оркестром Suedwestdeusche Philharmonic, Венским камерным оркестром, Македонским филармоническим оркестром, Молодёжным оркестром Европейского союза, оркестром «Виртуозы Москвы» и другими. Он играл в таких престижных залах, как нью-йоркский Карнеги-холл, лондонский Уигмор-холл, парижские залы имени Альфреда Корто и Плейель, лейпцигский «Гевандхаус» и других; его концертные турне включали Германию, Польшу, Португалию, Францию, Македонию, Японию, США, Бразилию, Колумбию и другие страны мира. Пианист также много выступает в странах СНГ и регулярно концертирует в родном городе Алма-Ате, Казахстан (недоступная ссылка).
Был членом жюри на Международном фестивале классической музыки и конкурсе юных пианистов Astana Piano Passion-2019.
Сегодня Амир Тебенихин является одним из ярких концертирующих пианистов мирового класса.
В 2002 году Амир переехал на постоянное местожительство в Ганновер (Германия), где продолжала учёбу его жена, Софья Гайсина. Её отец — профессор Казахской национальной консерватории им. Курмангазы, заслуженный артист РК А. М. Гайсин. Амир учился одновременно с ней в Московской консерватории: он по классу фортепиано, она — по классу флейты. На 2022 год семья воспитывает семерых детей и внука.
Тебенихины сохраняют казахстанское гражданство. Амир говорит: «Я гражданин Казахстана и рад, что могу представлять Казахстан на мировых концертных площадках на различных фестивалях, форумах классической музыки и конкурсах…».
4 ноября 2022 года в берлинском кафедральном соборе Воскресения Христова архиепископом Рузским, управляющим Берлинской и Германской епархии Русской Православной Церкви Тихоном (Зайцевым) Амир Тебенихин, в крещении Сергий, был рукоположён в священный сан диакона. Служить он будет в Благовещенском храме города Ганновера.

## Дискография
1999 — Piano Recital (Брамс, Дебюсси, Прокофьев), Naxos (Great Britain).
2003 — Tokio Debut Recital (Лист, Рахманинов, Дебюсси, Прокофьев), Classical Records (Russia).
2007 — Brahms Schumann Beethoven (дуэт с бывшим казахстанцем Д. Горновским — виолончель).
2007 — The Legend of Dombra (Шуберт, Прокофьев, Мендыгалиев, Шуман), K&K Verlaganstalt (Germany).

## Награды и премии
2002 — лауреат независимой премии меценатов Казахстана «Тарлан» в категории «Музыка», «За вклад».
2007 — Заслуженный деятель Казахстана
2011 — признан лучшим пианистом Германии на конкурсе DEUTSCHER PIANISTENPREIS